# Onega (rzeka)
Onega (ros. Онега, Oniega) – rzeka na północy europejskiej części Rosji (obwód archangielski) o długości 416 km i powierzchni dorzecza 56 900 km².
Rzeka wypływa z jeziora Łacza (na wschód od jeziora Onega), w dolnym biegu (75 km od ujścia) płynie na odcinku ok. 20 km dwiema odnogami: Wielką Onegą i Małą Onegą, a w mieście Onega uchodzi do Zatoki Oneskiej (Morze Białe), tworząc deltę (główne ramiona: Dwińskie i Karelskie).
Onega jest spławna i żeglowna na niektórych odcinkach.
Główne dopływy:
- lewe: Kiena, Iksa, Sywtuga, Koża;
- prawe: Wołoszka, Mosza, Kodina.

Ważniejsze miejscowości nad Onegą: Kargopol, Szołochowskaja, Koniewo, Kokowka, Oksowskij, Jarniema, Posad, Szomoksza, Priłuki, Chaczeła, Czekujewo, Porog, Onega.